# 서게르만어군
서게르만어군(West Germanic languages)은 게르만어파의 한 어군이다. 이 어군을 이루는 서게르만족은 대략 현재의 독일 지방에 정주하고 있었는데 일부는 5∼6세기에 브리튼섬으로 진출하고 그 언어는 현재의 영어의 기초가 되었다. 프리슬란트 등지에서 말하는 프리슬란트어도 이에 속한다.

## 역사

### 서게르만어의 하위 집단으로서의 타당성
- 북서 게르만어
  - 북해 게르만어: 앵글로-프리지아어와 고대 작센어의 조상이다.
  - 베저-라인 게르만어: 고대 네덜란드어(Old Dutch)의 조상이며, 고대 고지 독일어의 일부 중부 프랑크어 방언과 라인 프랑크어(Rhine Franconian dialects) 방언에서 기저 또는 상층부(stratum (linguistics))로 나타난다.
  - 엘베 게르만어: 고대 고지 독일어의 상부 독일어 방언과 대부분의 중부 독일어 방언, 그리고 현재는 사라진 랑고바르드어의 조상이다.

## 가계도
- 서게르만어군
  - 북해 게르만어 / Ingvaeonic languages
    - 앵글로프리지아어
      - 앵글어
        - 영어
        - Irish Middle English / Hiberno-Norman / Irish Anglo-Norman[1][2][3]
          - Fingalian (소멸)
          - 욜라어 (소멸)

        - 스코트어

      - 프리슬란트어
        - West Frisian
          - Hindeloopen Frisian
          - Schiermonnikoog Frisian
          - Westlauwers–Terschellings
            - Terschelling Frisian
            - 서프리슬란트어
              - Clay Frisian
              - Wood Frisian
                - Westereendersk

        - East Frisian
          - Ems
            - 동프리슬란트어

          - Weser
            - Wangerooge Frisian
            - Wursten Frisian

        - 북프리슬란트어

    - 저지 독일어
      - Northern Low Saxon
      - Westphalian
      - Eastphalian
      - Marchian
      - Mecklenburgisch-Vorpommersch
      - 동부 저지 독일어
      - East Pomeranian (소멸 직전)
      - Low Prussian (소멸 직전)
      - 네덜란드 저지 작센어

  - 베저-라인 게르만어 / Istvaeonic languages
    - 저지 프랑크어
      - 네덜란드어
        - 서플람스어
        - 동플람스어
        - 제일란트어
        - Central Dutch
          - Hollandic
            - 아프리칸스어
              - 아랍 아프리칸스어

            - Kaaps

          - Kleverlandish

        - Brabantian

      - 림뷔르흐어

    - 중부 독일어
      - Central Franconian
        - 리푸아리아어
        - 룩셈부르크어

      - Rhine Franconian(헤센주, 펜실베이니아 독일어의 사투리와 Lorraine의 대부분의 사투리를 포함하여)
        - 펜실베이니아 독일어

      - Thuringian
      - Upper Saxon German
      - Schlesisch–Wilmesau
        - Bielsko-Biała
          - Halcnovian
          - 빌라모비체어

        - 실레시아 독일어 (소멸 직전)

      - High Prussian (소멸 직전)

  - 엘베 게르만어 / Irminonic languages
    - 상부 독일어
      - 알레만어(스위스 독일어와 알자스어를 포함하여)
      - 슈바벤어
      - 바이에른어
      - East Franconian
      - South Franconian
      - 랑고바르드어 (소멸)

    - 이디시어 (중세 고지 독일어에 기반한 언어)

- 앵글프리지아어
  - 고대 영어
    - 중세 영어
      - 근대 영어
        - 현대 영어

    - 욜라어(사어)
    - 북부 중세 영어
      - 중세 스코트어
        - 현대 스코트어

  - 고대 프리슬란트어
    - 프리슬란트어
      - 동프리슬란트어
      - 북프리슬란트어
      - 서프리슬란트어
- 저지 게르만어
  - 저지 독일어
    - 저지 프로이센어
    - 동부 저지독일어
      - 브란덴부르크어
      - 멕클렌부르크어

    - 서부 저지 독일어
      - 슐레스비히어
      - 베스트팔렌어

    - 저지 색슨어

  - 저지 프랑코니아어
    - 네덜란드어
      - 남겔더어
      - 동플라망어
      - 브라반트어
      - 서플라망어
      - 홀란드어

    - 림뷔르흐어
    - 아프리칸스어
- 고지 게르만어
  - 고지 독일어
    - 중부 독일어
      - 표준 독일어

    - 동중부 독일어
      - 저지 실레시아어
      - 고지 색슨어

    - 서중부 독일어
      - 룩셈부르크어
      - 서중부 독일어
      - 펜실베이니아 독일어

    - 상부 독일어
      - 고지 프로이센어
      - 알레만어
        - 슈바벤어
        - 저지 알레만어
          - 알레만 콜로네이로어
          - 바젤어
          - 알자스어

        - 고지 알레만어
          - 베른어
          - 취리히어

        - 최고지 알레만어
          - 발리제 독일어

      - 오스트리아바이에른어
        - 모체노어
        - 킴브리어
        - 후터파 독일어

      - 이디시어
      - 빌마모비츠어

## 같이 보기
- 북해 게르만어
- 엘베 게르만어
- 베저-라인 게르만어

1. ↑  Hickey, Raymond (2005). 《Dublin English: Evolution and Change》. John Benjamins Publishing. 196–198쪽. ISBN 90-272-4895-8.
2. ↑  Hickey, Raymond (2002). 《A Source Book for Irish English》. John Benjamins Publishing. 28–29쪽. ISBN 9027237530.
3. ↑  Hammarström, Harald; Forkel, Robert; Haspelmath, Martin; Bank, Sebastian (2023년 7월 10일). “Glottolog 4.8 - Irish Anglo-Norman”. 《Glottolog》 (Leipzig, Germany: Max Planck Institute for Evolutionary Anthropology). doi:10.5281/zenodo.8131084. 2023년 7월 17일에 원본 문서에서 보존된 문서. 2023년 7월 16일에 확인함.